# کارولین کتز
کارولین کَـتز (انگلیسی: Caroline Catz) بازیگر اهل بریتانیا است. وی از سال ۱۹۹۱ میلادی تاکنون مشغول فعالیت بوده‌است.
از فیلم‌ها یا برنامه‌های تلویزیونی که وی در آن نقش داشته‌است می‌توان به سربازرس بنکس، دکتر مارتین، مارپل آگاتا کریستی و قتل در سابوربیا اشاره کرد.